# Mitrella caulerpae
Mitrella caulerpae är en snäckart som beskrevs av Keen 1971. Mitrella caulerpae ingår i släktet Mitrella och familjen Columbellidae. Inga underarter finns listade i Catalogue of Life.